# Carmélia Alves

Carmélia Alves, em 1959.

Carmélia Alves Curvello (Rio de Janeiro, 14 de fevereiro de 1923 — Rio de Janeiro, 3 de novembro de 2012) foi uma cantora brasileira.
Nomeada por Luís Gonzaga a "Rainha do Baião", fez sucesso na década de 1950 com Sabiá na gaiola. Reconhecida no Brasil e na América Latina, vendeu milhares de cópias, o que obrigou a gravadora Continental de Buenos Aires a abrir outra filial para conter a venda tão grande. Ganhou todos os prêmios importantes da época, que estão expostos em um museu. Foi cantora da boate do hotel Copacabana Palace e cantava sambas no estilo de Carmem Miranda. Foi integrante do grupo "Cantoras do Rádio", formado em 1988, com as amigas Ellen, Violeta e Carminha.

## Maiores sucessos
Ordem cronológica
- 1943 - Deixei de Sofrer
- 1944 - Quem Dorme no Ponto é Chofer
- 1949 - Me Leva (com Ivon Curi)
- 1950 - Coração Magoado
- 1950 - Trepa no Coqueiro
- 1951 - Sabiá na Gaiola
- 1951 - Pé de Manacá (com o Trio Madrigal)
- 1951 - Esta Noite Serenou
- 1951 - Cabeça Inchada
- 1956 - Cevando o Amargo

## Morte
Faleceu em 3 de novembro de 2012 aos 89 anos. A Rainha do Baião, condecorada com este título por Luiz Gonzaga,sofria com um câncer. O corpo da cantora foi velado no Retiro dos Artistas, em Jacarepaguá e o enterro no cemitério Pechincha.

## Filmografia

Line Andrès, Marion e Carmélia Alves, em 1954.

| Ano  | Título                                   | Personagem | Notas        |
| ---- | ---------------------------------------- | ---------- | ------------ |
| 1952 | Tudo Azul                                | Ela mesma  |              |
| 1952 | Está com Tudo                            | Ela mesma  |              |
| 1953 | Agulha no Palheiro                       | Ela mesma  |              |
| 1954 | Carnaval em Caxias                       | Ela mesma  |              |
| 1955 | Carnaval em Lá Maior                     | Ela mesma  |              |
| 1955 | Trabalhou Bem, Genival                   | Ela mesma  |              |
| 1956 | A Pensão de Dona Estela                  | Cantora    |              |
| 2007 | Marlene: A Rainha e os Artistas do Rádio | Ela mesma  | Documentário |
| 2009 | Cantoras do Rádio                        | Ela mesma  | Documentário |